# Belgieni
Belgienii (în neerlandeză Belgen, în franceză Belge, în germană Belgier) sunt un popor european, locuitori nativi ai Belgiei și ai regiunii limitrofe Nord-Pas-de-Calais din Franța. Marea majoritate a belgienilor trăiesc în Belgia, dar, în urma emigrației, importante comunități belgiene s-au format de asemenea în Statele Unite ale Americii, Canada, Franța, Germania, Marea Britanie, Brazilia, etc.
Belgienii s-au constituit, ca urmare a existenței statalității belgiene, în trei grupuri etnice diferite, mai precis (în ordinea ponderii demografice):
- Flamanzii
- Valonii
- Germanii din Belgia